# Nelu Pujină
Nelu Pujină (n. 26 martie 1956) este un fost senator român în legislatura 2000-2004 ales în județul Botoșani pe listele partidului PSDR care în 2001 a devenit PSD. În cadrul activității sale parlamentare, Nelu Pujină a fost membru în grupurile parlamentare de prietenie cu Republica Libaneză și Malaezia. Nelu Pujină a inițiat 10 propuneri legislative care au fost promulgate legi. Nelu Pujină a fost membru în comisia pentru drepturile omului, culte și minorități și în comisia pentru egalitatea de șanse.  